# ジョナサン・チューニック
ジョナサン・チューニック（Jonathan Tunick、[ˈtjuːnɪk]、1938年4月19日 - ）は、アメリカ合衆国の編曲家、音楽監督、作曲家である。トニー賞、アカデミー賞、エミー賞、グラミー賞すべての受賞経験がある。
主な使用楽器はクラリネットである。

## 生い立ち
ニューヨーク州ニューヨーク市で生まれる。
ラガーディア・パフォーミング・アーツ高等学校を卒業し、バード大学とジュリアード学院で学位を得た。